# Clemente Meroni
Clemente Meroni (ur. 8 czerwca 1907 w Cinisello Balsamo prowincja Mediolan, zm. 1987) – włoski bokser, mistrz Europy.
Uczestnicząc w Mistrzostwach Europy Budapeszcie 1930 roku, wywalczył złoty medal w kategorii średniej.
W latach 1930 – 1936 walczył na ringu zawodowym, jako bokser zawodowy stoczył 44 walki, z czego 21 pojedynków wygrał, 5 zremisował i 18 przegrał.